# Jamie Margolin
Jamie Margolin (Seattle, 10 de desembre de 2001) és una activista del canvi climàtic estatunidenca. L'any 2019, va ser inclosa en la prestigiosa llista de les 100 Dones, publicada per la BBC.

## Trajectòria
L'any 2017, quan tenia 15 anys, va fundar l'organització juvenil d'acció climàtica Zero Hour amb Nadia Nazar, i des de llavors és codirectora executiva de l'organització. Va decidir engegar-la després de presenciar els danys ocasionats per l'huracà Maria a Puerto Rico i el difícil que va ser respirar a Seattle després dels incendis forestals canadencs. També va ser una de les demandants en el cas Aji P. v. Washington, contra l'estat de Washington per la seva inacció contra el canvi climàtic sobre la base que un clima estable és un dret humà.
Els seus escrits sobre el canvi climàtic han aparegut en moltes publicacions, incloent-hi el HuffPost, Teen Ink i la CNN. L'any 2018, va ser inclosa en la llista de les "25 dones que estan canviant el món", publicada per la revista People. Margolin és membre de l'organització Junior State of America.
El setembre del 2019, Margolin va formar part d'un grup de joves que va demandar al governador Jay Inslee i a l'estat de Washington per les emissions de gasos d'efecte hivernacle. Després d'aquesta demanda, se li va demanar que atestés en contra seva com a part d'un panell titulat "Voices leading the next generation on the global climate crisis", en el qual els adolescents implicats van poder presentar els seus arguments. Els joves, en aquesta demanda, estaven preocupats per la falta d'acció del govern de Washington en relació amb el canvi climàtic, la qual cosa implica que estan negant a la generació més jove un dret constitucional a un medi ambient habitable sense els problemes ambientals als quals s'enfronten.
El juny del 2020 va publicar el llibre Youth to Power: Your Voice and How to Use It  amb consells sobre com escriure i llançar opinions, organitzar esdeveniments amb èxit i protestes pacífiques, utilitzar les xarxes socials i els mitjans tradicionals per difondre un missatge i mantenir acció a llarg termini.

### Zero Hour
Margolin va cofundar l'organització Zero Hour l'any 2016. Aquest grup de joves activistes està preocupat per la falta d'acció dels funcionaris de tot el món en relació amb el canvi climàtic. El seu objectiu és educar a la gent sobre la crisi climàtica i aconseguir que més gent s'involucri en l'activisme. El seu primer objectiu era crear un dia nacional d'acció massiva perquè més joves s'involucressin en la lluita per la salut del planeta. En utilitzar el hashtag #thisisZeroHour, els joves d'aquesta organització esperen enviar un missatge d'alerta per combatre el canvi climàtic. A la seva declaració de missió expliquen: "Creiem que cada individu, de cada comunitat, ha de tenir accés a aire net, aigua i terres públiques. Creiem a posar les necessitats i la salut de les nostres comunitats per sobre dels guanys corporatius".

## Vida personal
Margolin s'identifica com a lesbiana i parla obertament de les seves experiències com a persona LGBT. Ha escrit per a diversos mitjans de comunicació, com ara CNN i Huffington Post. Margolin s'ha identificat com jueva i llatinx (un neologisme que de vegades s'utilitza per referir-se a persones d'identitat cultural o ètnica de Llatinoamèrica als Estats Units.).